# Dòlops (fill de Lampos)
D'acord amb la mitologia grega, Dòlops (en grec antic: Δόλοψ) va ser un heroi troià, fill de Lampos, que apareix en la Ilíada a propòsit de la seva participació en la guerra de Troia. Era d'estirp reial, en tant que el seu avi era Laomedont. Va ser mort per Menelau, que el sorprengué espiant el campament dels grecs.